# De Anoniemen

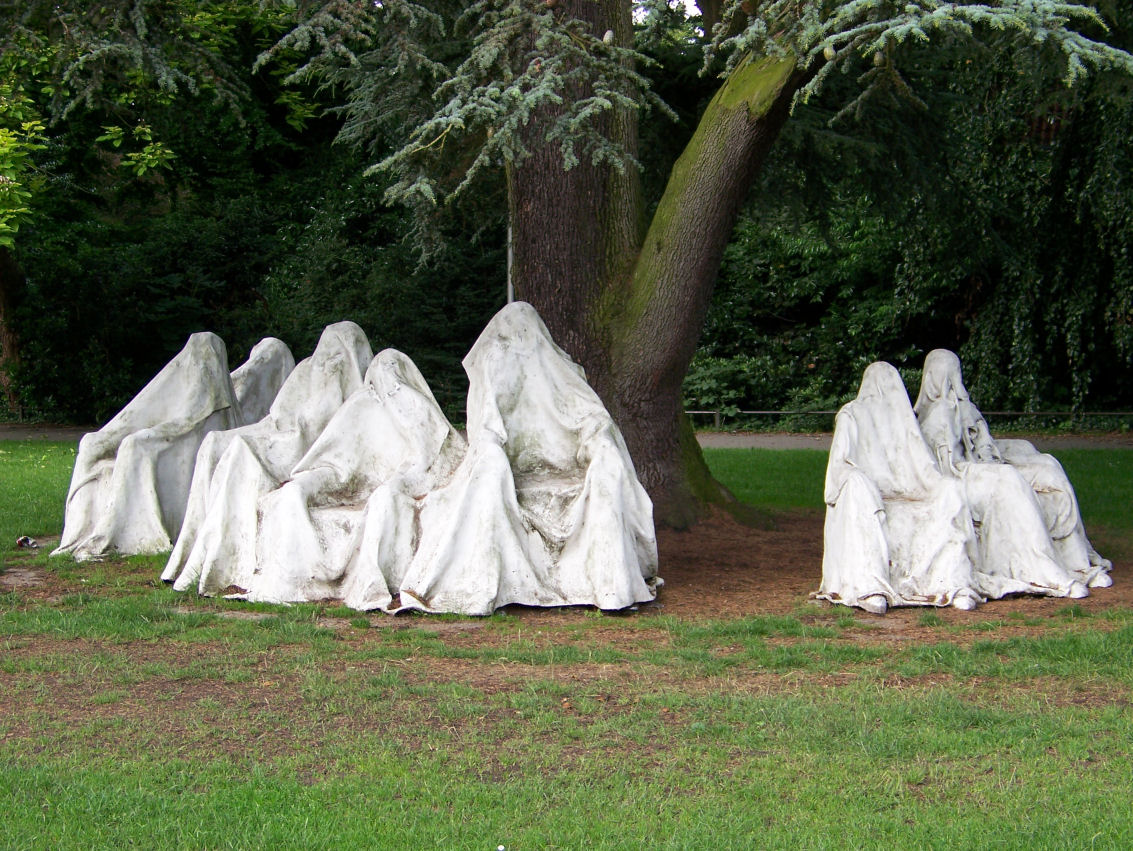
De Anoniemen

De Anoniemen is een beeldengroep in de Nederlandse plaats Oosterhout in de Noord-Brabantse gemeente Oosterhout. De beeldengroep staat in het Slotpark en is van de hand van kunstenaar Paul Elshout.
Het polyester kunstwerk beeldt negen spookachtige mensfiguren uit in zittende positie rond een ceder, gehuld in witte lakens.

## Geschiedenis
In 1980 werd de beeldengroep door de gemeente Oosterhout aangekocht voor 45.000 gulden.
Op 3 december 2016 werd de beeldengroep in brand gestoken. Op 7 december 2016 vond een tweede brandstichting plaats. De beelden werden hersteld met hulp van de kunstenaar.